# Bea Arthur
Beatrice Arthur, detta Bea (nata Bernice Frankel; New York, 13 maggio 1922 – Los Angeles, 25 aprile 2009), è stata un'attrice e doppiatrice statunitense.
Attrice di grande versatilità, ricevette numerosi premi, inclusi due Emmy e il Tony Award. Divenne famosa come interprete di sitcom televisive, tra cui Maude (1972-1976) e Cuori senza età (1985-1992).

## Biografia

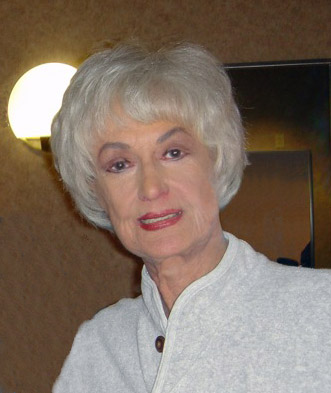
Bea Arthur nel 2005

Beatrice Arthur nacque a Brooklyn, borough di New York, il 13 maggio del 1922 da padre polacco e da madre austriaca, Philip Frankel e Rebecca Pressner, ambedue d'origine ebraica ashkenazita. Cresciuta a Cambridge (nel Maryland), dove i genitori gestivano un negozio d'abbigliamento femminile, esordì negli anni quaranta nella compagnia del Cherry Lane Theatre; suo primo compagno di lavoro fu l'attore Anthony Franciosa. Recitò a Broadway per più di 60 anni, lasciando un'impronta indelebile in tutti gli spettacoli nei quali apparve. Tra i suoi più grandi successi teatrali vanno ricordati due musical, Il violinista sul tetto (1964) e Mame (1966). Per quest'ultimo lavoro si aggiudicò un Tony Award.

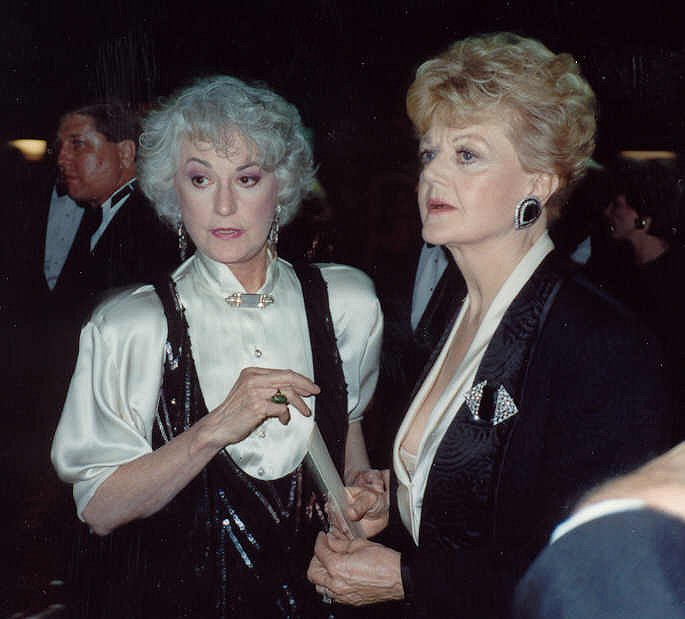
Angela Lansbury (a destra) e Beatrice Arthur agli Emmy Awards del 1989. Foto di Alan Light.

Diventò protagonista delle serate televisive americane, nel 1972, con la sit-com Maude (spin-off della serie Arcibaldo), nella quale interpretò una sanguigna donna liberale, che vive nella comunità di Tuckahoe, Westchester County, stato di New York. La serie ottenne molti consensi ma anche alcune critiche, per la scelta di trattare temi per l'epoca scottanti come l'aborto. Nel 1985 esordì nella serie che le diede il successo internazionale, l'esilarante Cuori senza età, che fu trasmessa per sette stagioni, fino al 1992. La Arthur vi interpretava Dorothy Zbornak, una donna divorziata, delusa dall'amore, e dalla lingua velenosa, che vive in una villetta suburbana di Miami, in Florida, assieme all'anziana ma lucidissima madre, interpretata da Estelle Getty (che nella realtà aveva un anno in meno della Arthur) e ad alcune inseparabili amiche, Betty White (Rose Nylund) e Rue McClanahan (Blanche Deveraux).
Nel 2005 intraprese una nuova tournée americana del suo spettacolo, Comedy Central Roast of Pamela Anderson, e nel 2008 partecipò al documentario Broadway: Beyond the Golden Age. Svolse inoltre attività di doppiaggio, prestando la sua voce roca e profonda. Morì il 25 aprile 2009 a Los Angeles.

## Vita privata
Dal 1950 al 1978 fu sposata con il regista Gene Saks, dal quale ebbe due figli. Era legata da una profonda amicizia con le attrici Shirley MacLaine e Angela Lansbury.

## Citazioni in altri media
- Deadpool, personaggio della Marvel Comics è noto per essere un fan devoto della Arthur, fino alla soglia dell'esagerazione.[senza fonte]

## Filmografia

### Cinema
- Quel tipo di donna (That Kind of Woman), regia di Sidney Lumet (1959)
- Amanti ed altri estranei (Lovers and Other Strangers), regia di Cy Howard (1970)
- Mame, regia di Gene Saks (1974)
- La pazza storia del mondo (History of the World: Part I), regia di Mel Brooks (1981)
- For Better or Worse, regia di Jason Alexander (1995)
- Enemies of Laughter, regia di Joey Travolta (2000)

### Televisione
- Studio One - serie TV, episodi 3x55-4x35-5x45 (1951-1953)
- Caesar's Hour - serie TV (1954)
- Omnibus - serie TV, episodio 6x25 (1958)
- Arcibaldo (All in the Family) - serie TV, episodi 2x12-2x24 (1971-1972)
- Maude - serie TV, 141 episodi (1972-1978)
- The Star Wars Holiday Special, regia di Steve Binder - film TV (1978)
- Bolle di sapone (Soap) - serie TV, episodio 4x00 (1980)
- Amanda (Amanda's) - serie TV, 13 episodi (1983)
- a.k.a. Pablo - serie TV, episodio 1x03 (1984)
- P.O.P., regia di Bud Yorkin - film TV (1984)
- Cuori senza età (The Golden Girls) - serie TV, 180 episodi (1985-1992)
- My First Love, regia di Gilbert Cates - film TV (1988)
- Il cane di papà (Empty Nest) - serie TV, episodio 1x17 (1989)
- Cuori al Golden Palace (The Golden Palace) - serie TV, episodi 1x07-1x08 (1992)
- Dave's World - serie TV, episodi 4x15-4x16-4x17 (1997)
- Ellen - serie TV, 2 episodi (1998)
- Emily of New Moon - serie TV, episodio 3x09 (1999)
- Malcolm (Malcolm in the Middle) - serie TV, episodio 1x16 (2000)
- Futurama - serie animata, episodio 3x15 (2001) - voce
- Curb Your Enthusiasm - serie TV, episodio 5x10 (2005)

## Doppiatrici italiane
- Anna Miserocchi in Maude, Amanda
- Gabriella Genta in Cuori senza età, Cuori al Golden Palace
- Graziella Polesinanti in Malcolm
- Barbara Castracane in Cuori senza età (ridopp. ep. 4x15)

Da doppiatrice è sostituita da:
- Sandro Sardone in Futurama

## Premi e riconoscimenti
- Primetime Emmy Awards
  - 1977 - Migliore attrice protagonista in una serie commedia - Maude
  - 1988 - Migliore attrice protagonista in una serie commedia - Cuori senza età (The Golden Girls)